# Citellophilus menzbieri
Citellophilus menzbieri är en loppart som först beskrevs av Ioff 1950.  Citellophilus menzbieri ingår i släktet Citellophilus och familjen fågelloppor. Inga underarter finns listade i Catalogue of Life.